# Лівінське Опатовце
Лівінське Опатовце (словац. Livinské Opatovce) — село, громада округу Партизанське, Тренчинський край. Кадастрова площа громади — 5.01 км².
Населення 285 осіб (станом на 31 грудня 2020 року).

## Історія
Лівінське Опатовце згадується 1340 року.

## Населення
| Рік:            | 1994. | 2004.   | 2014.   | 2024.    |
| --------------- | ----- | ------- | ------- | -------- |
| Кількість осіб: | 256   | 242     | 245     | 278      |
| Різниця:        |       | -5,46 % | +1,23 % | +13,46 % |

| Рік:            | 2023. | 2024.   |
| --------------- | ----- | ------- |
| Кількість осіб: | 276   | 278     |
| Різниця:        |       | +0,72 % |